# Engin Ürün
Engin Ürün (ur. 25 kwietnia 1973) – niemiecki zapaśnik startujący w stylu wolnym. Zajął czwarte miejsce na mistrzostwach świata w 2002. Szósty na mistrzostwach Europy w 2007. Czwarty w Pucharze Świata w 2003 i szósty w 2002 roku.
Mistrz Niemiec w 1995, 2002 i 2003; drugi w 1994 i 1997, a trzeci w 1996, 1999 i 2000 roku.